# 4-та авіапольова дивізія (Третій Рейх)
4-та авіапольова дивізія (Третій Рейх) (нім. Luftwaffen Feld Division 4) — піхотна дивізія Вермахту зі складу військово-повітряних сил, що діяла як звичайна піхота за часів Другої світової війни.

## Історія
4-та авіапольова дивізія сформована літом 1942 року на основі 14-го авіаційного полку Люфтваффе (нім. Flieger-Regiment 14) на навчальному центрі Гросс-Борн (нім. Truppenübungsplatz Groß-Born) у 3-му командуванні Люфтваффе (нім. Luftgau-Kommando III) й у листопаді 1942 року передана до складу армійської групи Шевалері групи армій «Центр». Дивізія прибула на Східний фронт до району Вітебська, де перейшла до оборони визначеної ділянки лінії фронту. Наприкінці лютого 1943 року частини 2-го авіапольового корпусу генерал-лейтенанта А.Шлемма спільно з охоронними підрозділами сухопутних військ Вермахту провели успішну операцію проти партизанів Суразького району Брянщини.
1 листопада 1943 року її перейменували на 4-ту польову дивізію Люфтваффе. Літом 1944 року 4-та авіапольова дивізія під командуванням генерал-лейтенанта Р. Пісторіуса тримала оборону на ділянці поблизу білоруського Вітебська.
22 червня 1944 року з початком радянського масштабного стратегічного наступу за планом операції «Багратіон» дивізія у складі 53-го армійського корпусу 3-ї танкової армії утримувала оборону на північ від Вітебська (праворуч розташовувалась 6-а авіапольова дивізія, ліворуч — 246-та піхотна дивізія). Протягом декількох днів весь 53-й корпус був оточений 39-ю і 43-ю радянськими арміями та угруповання було вщент розгромлене в боях за Вітебськ. В кільці оточення опинилися п'ять німецьких дивізій, які були розбиті на дві ізольовані частини: одна блокована на західній околиці міста (6-та авіапольова, 206-та пд, частина 197-ї пд, полк 246-ї пд); друга — північніше (Островно) (4-та авіапольова, головні сили 246-ї, підрозділи 197-ї піхотних дивізій).
Командир LIII корпусу генерал від інфантерії Фрідріх Голльвіцер, що на момент початку наступу військ 3-го Білоруського фронту генерал-полковника Черняховського І. Д. знаходився в розташуванні 4-ї авіапольової дивізії на північний захід від Вітебська, здійснив спробу влаштувати операцію прориву, але дивізія була оточена в Островно і знищена 26—27 червня 1944 року. Велика частина солдатів і офіцерів дивізії загинула (зокрема, командир дивізії — генерал-лейтенант Роберт Пісторіус), ті, що залишилися в живих, були взяті в полон.
3 серпня 1944 року вона була формально розформована. Рештки з'єднання пішли на доукомплектування корпусної групи «H» оберста Й.-Ф. Ланга, що утворювалась за рахунок розгромлених у Білорусі 95-ї, 197-ї, 256-ї піхотних, а також 6-ї авіапольової дивізій Вермахту.

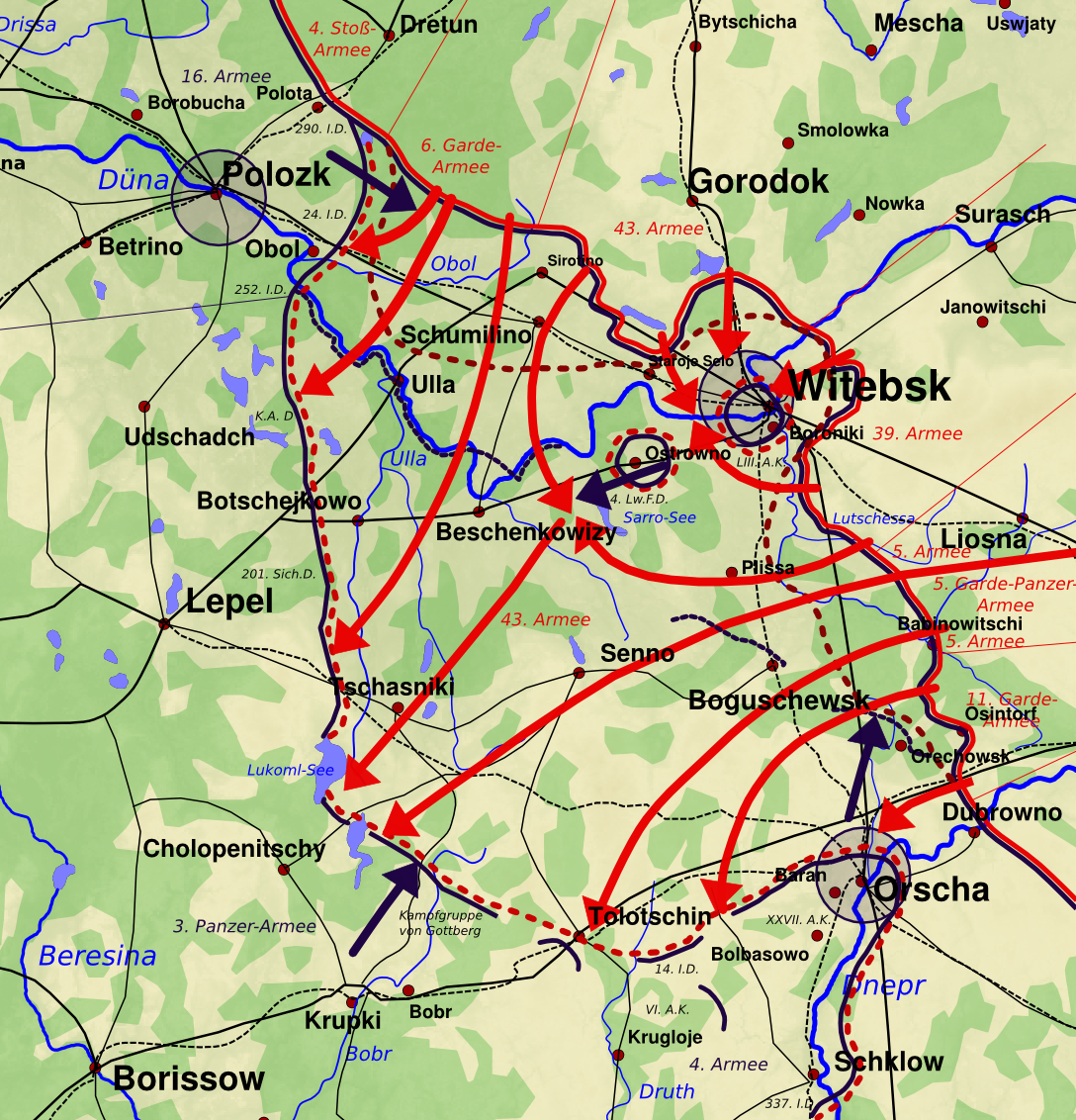
Операція «Багратіон». Карта Вітебсько-Оршанської операції. 22-27 червня 1944

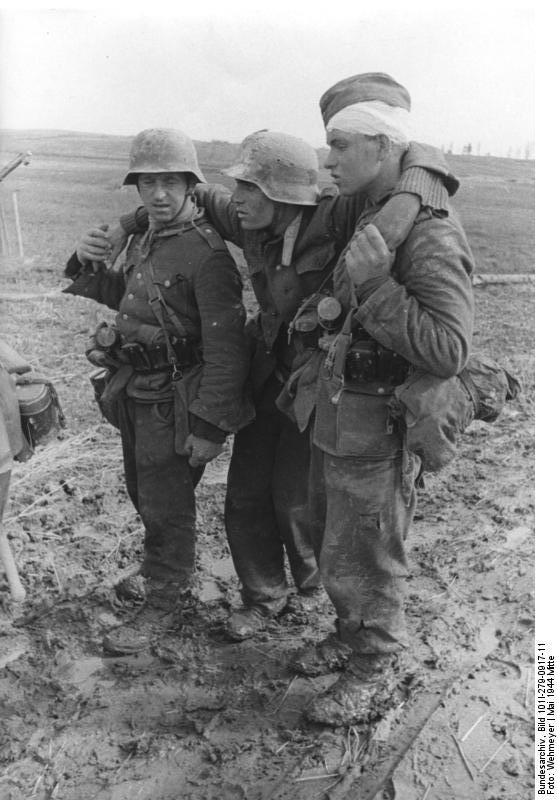
Поранений у боях Вітебсько-Оршанської операції німецький солдат з товаришами. Район Вітебська. Червень 1944

## Райони бойових дій
- Німеччина (вересень — грудень 1942)
- СРСР (центральний напрямок) (грудень 1942 — червень 1944)

## Командування

### Командири
- Генерал-лейтенант Райнер Штагель (нім. Rainer Stahel) (25 вересня — 22 листопада 1942)
- Генерал-майор Ганс-Георг Шредер (нім. Hans-Georg Schreder) (22 листопада 1942 — 8 квітня 1943)
- Генерал-майор Вільгельм Фельк (нім. Wilhelm Voelk) (8 квітня — 5 листопада 1943)
- Генерал-майор Ганс Зауербрей (нім. Hans Sauerbrey) (5 — 20 листопада 1943)
- Генерал-майор Ернст Клепп (нім. Ernst Klepp) (20 листопада 1943 — 24 січня 1944)
- Генерал-лейтенант Роберт Пісторіус (нім. Robert Pistorius) (24 січня — 27 червня 1944), загинув у бою

### Підпорядкованість
| Час         | Корпус                   | Армія                    | Група армій (округ)        | Штаб       |
| ----------- | ------------------------ | ------------------------ | -------------------------- | ---------- |
| 1942        |                          |                          |                            |            |
| 1 листопада | —                        | —                        | 3-е командування Люфтваффе | Гросс Борн |
| 22 грудня   | II-й авіапольовий корпус | Армійська група Шевалері | Група армій «Центр»        | Вельш      |
| 1943        |                          |                          |                            |            |
| 1 січня     | II-й авіапольовий корпус | Армійська група Шевалері | Група армій «Центр»        | Вельш      |
| 1 лютого    | II-й авіапольовий корпус | 3-тя танкова армія       | Група армій «Центр»        | Вельш      |
| 1 листопада | IX-й ак                  | 3-тя танкова армія       | Група армій «Центр»        | Вітебськ   |
| 1944        |                          |                          |                            |            |
| 1 січня     | LIII-й ак                | 3-тя танкова армія       | Група армій «Центр»        | Вітебськ   |
| 16 травня   | LIII-й ак                | 3-тя танкова армія       | Група армій «Центр»        | Вітебськ   |

### Склад
| Вересень 1942                   | Травень 1944                    |
| ------------------------------- | ------------------------------- |
| 1-й фельдєгерський батальйон    | 49-й єгерський полк (Люфтваффе) |
| 2-й фельдєгерський батальйон    | 50-й єгерський полк (Люфтваффе) |
| 3-й фельдєгерський батальйон    | 51-й єгерський полк (Люфтваффе) |
| 4-й фельдєгерський батальйон    |                                 |
|                                 | фузілерний батальйон            |
| велосипедна рота                |                                 |
| артилерійський дивізіон         | артилерійський полк             |
| протитанковий батальйон         |                                 |
| інженерна рота                  | інженерний батальйон            |
| зенітна батарея                 | зенітний дивізіон               |
| рота зв'язку                    | батальйон зв'язку               |
| дивізійне управління постачання |                                 |
|                                 | запасний батальйон              |